# Vistabella (Tarragona)

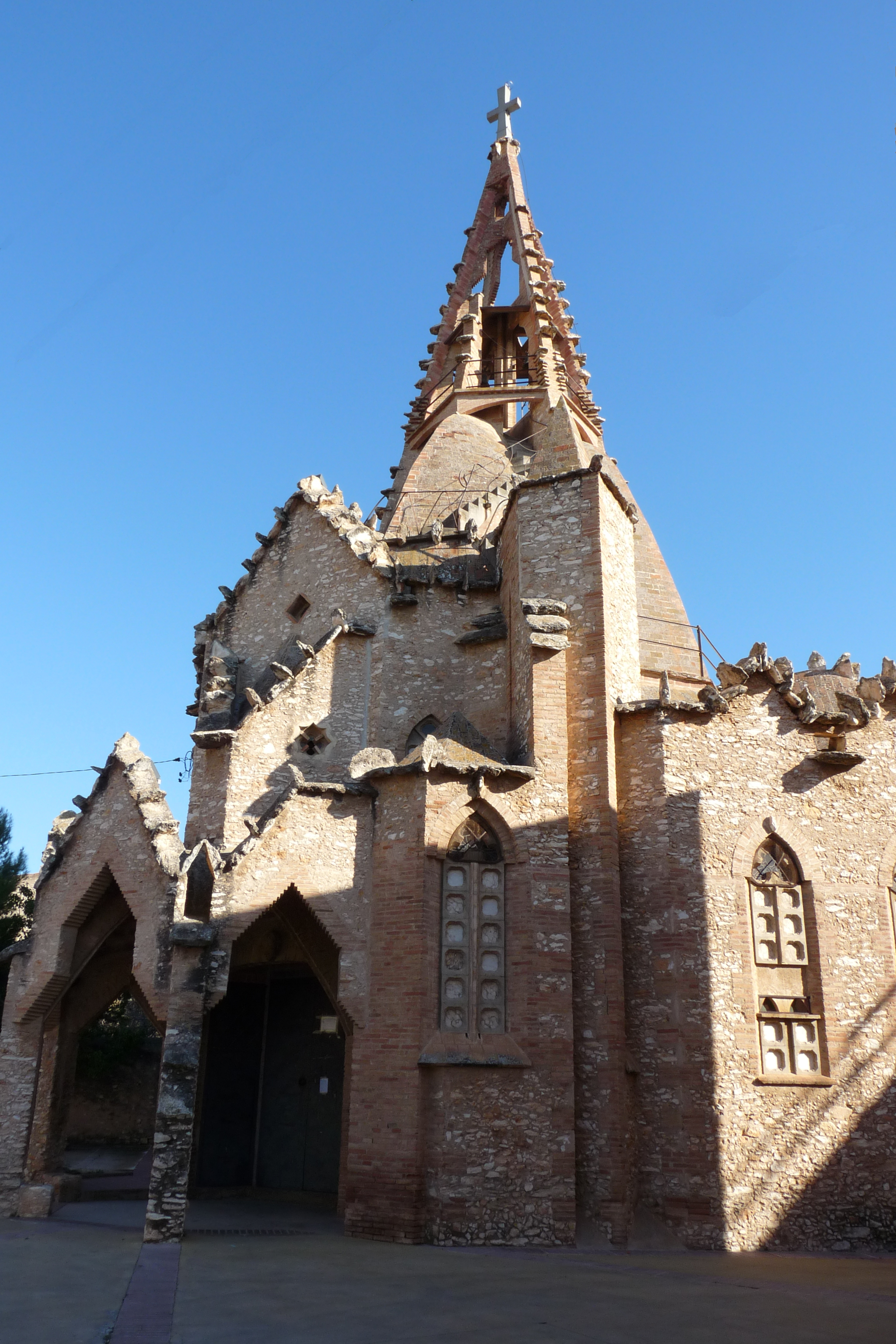
Iglesia del Sagrado Corazón en Vistabella

Vistabella es una entidad local menor de 161 habitantes (INE 2012). Se encuentra al NE del municipio español de La Secuita, Tarragona.
Era una antigua cuadra que formaba parte del término de Codony separado del dominio del monasterio de Santes Creus, sin embargo, el 1298 la mitad de los diezmos y las primicias del lugar eran poseídos por el arzobispo y el capítulo de Tarragona, y la otra mitad para el citado monasterio, cuenta con una notable iglesia de estilo modernista construida por Josep Maria Jujol.
Vistabella celebra su Fiesta Mayor de verano el día de San Bartolomé (24 de agosto) y años atrás celebraba también la de invierno el día 6 de enero.
- Datos: Q1004030
- Multimedia: Centre històric de Vistabella / Q1004030